# Modern Hôtel
Le Modern Hôtel est un bâtiment de style Art nouveau (ou « Modern style ») situé sur le territoire de la commune belge de Soignies dans la province de Hainaut.

## Localisation
L'édifice est situé au numéro 73 de la rue de la Station à Soignies.

## Historique
Le Modern Hôtel est commandé en 1902 par Firmin Ferbus, un industriel, propriétaire des moulins Ferbus, qui souhaite en faire un lieu de détente pour hommes d'affaires et voyageurs,.
Il est dessiné par l'architecte Émile François de Braine-le-Comte et construit par l'entrepreneur Bouillon. Le bâtiment de style Art nouveau est situé à proximité de la gare de Soignies et se démarque dans une rue bordée d'hôtels de maîtres et de bâtiments publics de style éclectique.
L'établissement est exploité de 1912 à 2006 par la famille Sciot qui, depuis trois générations, a veillé à maintenir intact le patrimoine architectural. De café-brasserie à l'origine, il est transformé en hôtel pour redevenir simple restaurant, les étages n'ayant plus vocation d'accueillir les touristes,.
Il fait l'objet d'un classement au titre des monuments historiques depuis le 25 août 1980.
La ville de Soignies achète l'édifice en 2016 et engage une procédure de rénovation dans l'intention de lui faire retrouver sa destination initiale de restaurant. Les étages doivent être occupés par du logement. Le projet prévoit le nettoyage des façades, la restauration des châssis et des ferronneries et le remplacement des enseignes. Les décors intérieurs seront restitués. La fin des travaux est prévue pour 2027,.
Le Modern Hôtel, emblème du centre de la ville de Soignies, subit le 9 février 2024 un incendie qui affecte sa réhabilitation initialement prévue pour 2027,. Bien que personne n'ait été blessé, l'incendie occasionne d'importants dommages matériels, notamment à la toiture, à l'intérieur et aux boiseries de l'établissement : le personnel communal réussit à évacuer une partie du mobilier mais les décors vont être ruinés par l’eau.

## Architecture
Cet hôtel et brasserie-restaurant est le seul restaurant de Belgique francophone à présenter une architecture Art nouveau (le restaurant De Ultieme Hallucinatie de Bruxelles étant en fait un bâtiment éclectique ayant reçu une décoration Art nouveau de Paul Hamesse)[réf. nécessaire].
Le bâtiment présente une grande cohérence, une continuité entre les façades extérieures et l'aménagement intérieur.
Sa façade, faite de briques rouges et de pierre bleue, de style « Art nouveau géométrique »[réf. nécessaire], est caractérisée par les jeux de lignes courbes et orthogonales des baies et des menuiseries.
À la demande du client, la pierre bleue de Soignies devait y jouer un rôle important.
La façade principale est ornée de deux immenses baies vitrées circulaires encadrées chacune d'un arc outrepassé en pierre bleue. Une baie similaire orne le pignon de la façade d'angle qui est surmonté d'un couronnement en fer forgé.
L'intérieur est riche et bien conservé, des lustres au pavement en mosaïque, aux banquettes et lambris,  le mobilier d’époque orne encore la salle du restaurant. Un balcon en fer forgé de style « Art nouveau floral »[réf. nécessaire] accueille des musiciens lors des fêtes,,.
De l'avis de l'historien Jacques Deveseleer, « c’est absolument un chef-d’œuvre, avec entre autres cette mosaïque constituée de tesselles rouges, vertes, jaunes et puis, fait unique au niveau de la Wallonie, tout le mobilier est conservé : les chaises, les banquettes, même la caisse enregistreuse est d’origine ! ».

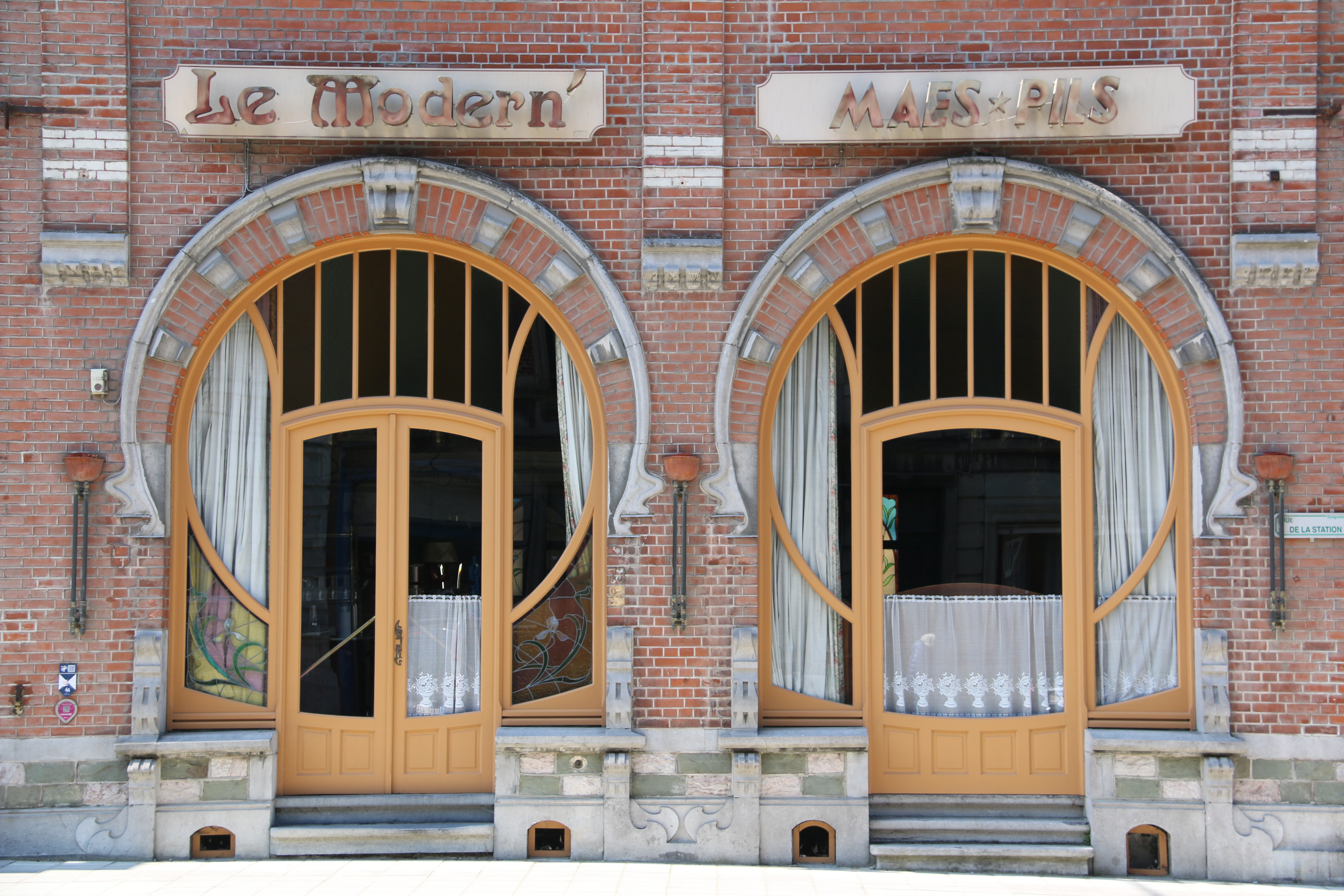
Portes.
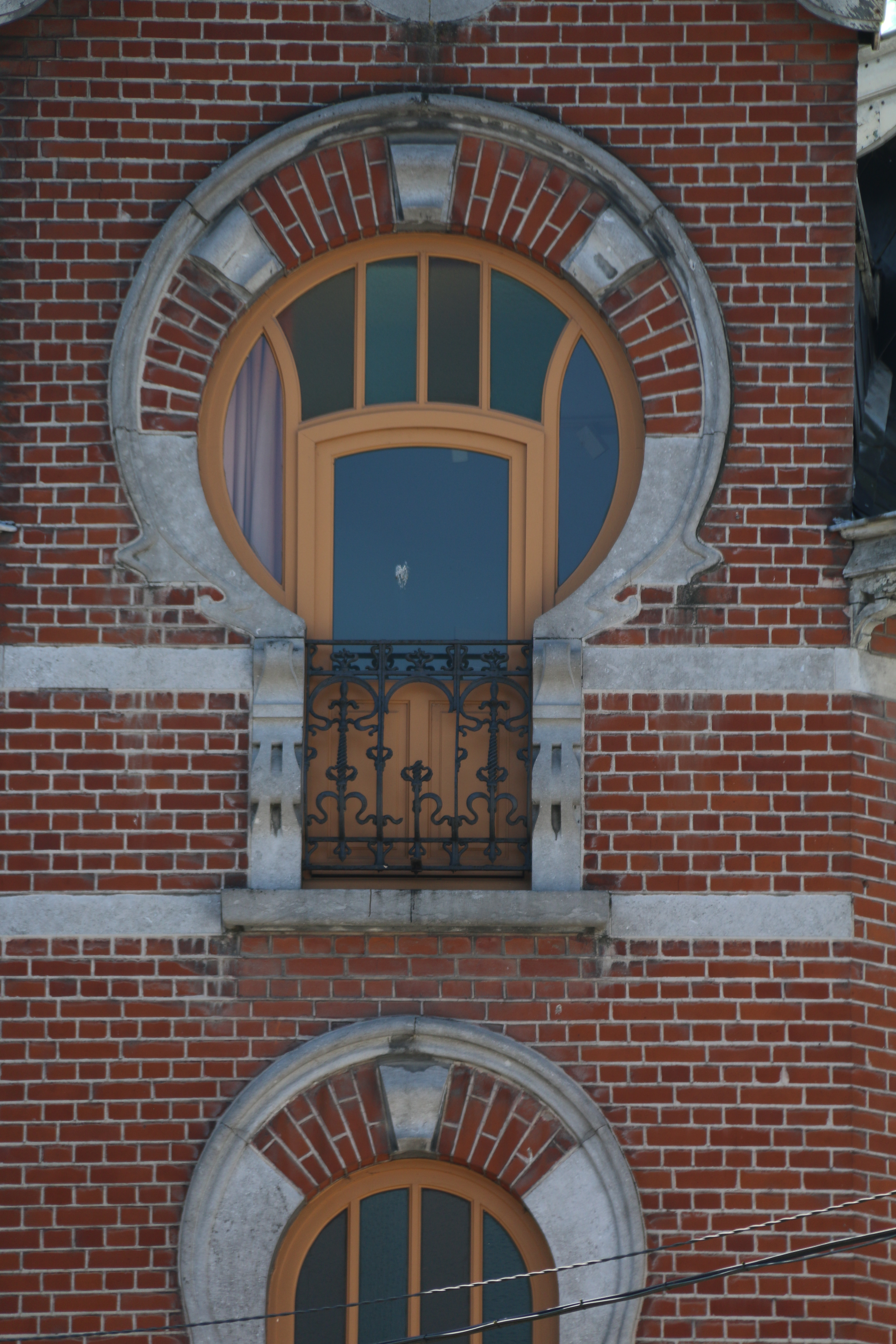
Détails de baies.